# Arthur Gilson
Arthur Gilson, né à Anvers le 27 février 1915 et décédé le 2 février 2004, est un homme politique belge membre du Parti social-chrétien (unitaire) puis francophone.

## Carrière politique
Député à la Chambre des représentants de Belgique de 1946 à 1968, il fut ministre de la Défense nationale de 1958 à 1961 et ministre de l'Intérieur de 1961 à 1965. C'est à ce titre qu'il fit voter les lois linguistiques à Bruxelles et la loi fixant la Frontière linguistique le 8 novembre 1962.
Il devint, à la fin de sa carrière, l'animateur d'un groupe informel destiné à aplanir les difficultés survenant entre les hommes et femmes politiques sociaux-chrétiens.